# ساموئل شاهینیان
ساموئل مارتینی شاهینیان (ارمنی: Սամվել Մարտինի Շահինյան؛ زادهٔ ۴ ژوئن ۱۹۵۴) یک  سیاستمدار اهل ارمنستان است که از تاریخ ۱۹۹۰ تا تاریخ ۱۹۹۵ سمت نمایندگی دوره اول شورای عالی جمهوری ارمنستان را برعهده داشت.

## زندگی‌نامه
در ۴ ژوئن ۱۹۵۴ در ارمنستان به دنیا آمد . 